# Nerorgasmo (raccolta)
Nerorgasmo è una raccolta dei Nerorgasmo pubblicata nel 2011 da F.O.A.D. Records/E.U. '91 Produzioni in formato CD+DVD.

## Descrizione
Il disco è una raccolta completa di tutto il materiale realizzato dal gruppo durante la sua carriera. L'album comprende un CD contenente 39 tracce in studio e dal vivo e un DVD contenente le registrazioni dal vivo di 2 concerti tenutisi a El Paso Occupato nel 1993.
Della raccolta ne sono state inoltre pubblicate due edizioni, la versione standard è composta da un doppio album in versione digipack con libretto all'interno e la versione a tiratura limitata, stampata in 250 copie numerate a mano, che contiene il formato standard riposto in una scatola nera con serigrafato il logo del gruppo. All'interno della scatola trovano inoltre posto, una spilletta ed una toppa del gruppo, un poster stampato in doppia facciata ed una coppia di dadi.

## Tracce
CD
1. Nerorgasmo
2. Banchetto di lusso
3. Passione nera
4. Distruttore
5. Nato morto
6. Alla fine dell'impero
7. Una serata indimenticabile
8. Creatori falliti
9. Ansia
10. Nello specchio
11. Creatori falliti
12. Mai capirai
13. Io mi amo (Instrumental)
14. Nerorgasmo
15. Io sono la tua fine
16. Creatori falliti
17. Freccia
18. Nato morto
19. Giorno
20. Banchetto di lusso
21. Tutto uguale
22. Mai capirai
23. Spirale
24. Questo è quello che tu vuoi
25. Ansia
26. Nello specchio
27. Passione nera
28. Fuochi opposti
29. Io mi amo
30. Distruttore
31. Perdendo un amico
32. Creatori falliti
33. Banchetto di Lusso
34. Alla fine dell'impero
35. Mai capirai
36. Banchetto di lusso
37. Ansia
38. Nello specchio
39. Creatori falliti

DVD